# アブー＝ヤアクーブ・ユースフ1世
アブー＝ヤアクーブ・ユースフ1世（アラビア語：أبو يعقوب يوسف, 英：Abu Yaqub Yusuf I, ? - 1184年）は、ムワッヒド朝の第2代アミール（カリフ、在位：1163年 - 1184年）。初代カリフアブドゥルムウミンの子。

## 生涯
父の存命中はイベリア半島南部アンダルスのセビリアの統治を任されていたが、1163年に父が死去するとモロッコ・マラケシュへ戻り、跡継ぎに指名された兄のムハンマドと争って即位した。このため国内は内紛状態になるが、他の2人の兄弟ウマルとウスマーンの支持を得たユースフが反乱を抑え、1168年には正式に即位してカリフの称号であるアミール・アル＝ムウミニーンを称した。
この間、1165年にアンダルスへウマルとウスマーンに率いさせた遠征軍を派遣、アンダルスに勢力を張るイブン・マルダニーシュ（通称ローボ王）を破った。また内紛平定後の1169年にポルトガル王アフォンソ1世の配下ジェラルド・ジェラルデスがレオン王フェルナンド2世との争いに敗れた後、バダホスなどをジェラルドから譲られアンダルスでの領土を拡大、1170年にはフェルナンド2世と同盟を結んだ。
1171年、ユースフ1世は自ら大軍を率いてアンダルスに上陸、セビリアからムワッヒド朝全土を統治する姿勢を取り、以後5年間イベリア半島に留まった。翌1172年3月にマルダニーシュが死亡、息子たちから譲られた遺領を獲得、6月にビルチェスとアルカラスも降伏させた。しかし7月にウエテを包囲したが、教皇使節ジャチント・ボボーネ枢機卿（後のローマ教皇ケレスティヌス3世）やカスティーリャ王アルフォンソ8世が救援軍を組織してウエテ籠城軍の抵抗が続くとムワッヒド軍の士気が低下、止むを得ず包囲を中止してムルシアへ撤退した。1173年にトレド・タラベラを略奪してカスティーリャやポルトガルと5年間の休戦を結んだが、1174年に兄弟のアブー・ハフスの軍がアルカンタラとカセレスを奪った他に成果を上げられず、レオンは同盟を破棄してアンダルスを襲撃、チュニジアでも反乱が起こったため、1176年にモロッコへ帰国した。
1184年、再び大軍を率いてアンダルスへ戻り、5月にセビリアへ移動、6月にポルトガルの都市サンタレンを包囲したが、フェルナンド2世が救援軍を率いてサンタレンへ向かって来たこと、包囲中にユースフ1世が矢に当たり負傷したことでムワッヒド軍はまたもや士気低下、7月に包囲を中止・撤退した。撤退中にキリスト教国の軍に襲撃され戦死者が続出、ユースフ1世もセビリア帰還途中に戦傷が元で死亡した。従軍していた息子のヤアクーブ・マンスールはマラケシュへ行き、父と同じく内紛に苦しめられたが、やがて父の後を継ぎ、彼の時代にムワッヒド朝は全盛期を迎えた。
ユースフ1世は文学者や学者との交流を好み、イブン・トゥファイルやイブン・ルシュドら当時一流の学者を宮廷に招いて庇護した。またセビリアに宮殿やミナレットなど多くの建物を作り、セビリアを事実上ムワッヒド朝の首都として整備した。